# Jincheng (köpinghuvudort i Kina, Yunnan Sheng, lat 24,70, long 102,74)
Jincheng är en köpinghuvudort i Kina. Den ligger i provinsen Yunnan, i den sydvästra delen av landet, omkring 41 kilometer söder om provinshuvudstaden Kunming. Antalet invånare är 62 057. Befolkningen består av 30 094 kvinnor och 31 963 män. Barn under 15 år utgör 19,0 %, vuxna 15-64 år 72 %, och äldre över 65 år 8,0 %.
Runt Jincheng är det ganska tätbefolkat, med 248 invånare per kvadratkilometer. Närmaste större samhälle är Haikou, 19,1 km nordväst om Jincheng. Trakten runt Jincheng består till största delen av jordbruksmark.
Genomsnittlig årsnederbörd är 1 483 millimeter. Den regnigaste månaden är juni, med i genomsnitt 199 mm nederbörd, och den torraste är december, med 61 mm nederbörd.